# Zacarías Ferreira
Zacarías Ferreira de la Cruz (Tamboril; 10 de octubre de 1968) es un cantante de bachata dominicano, durante su carrera ha logrado colocar sus canciones en la lista de éxitos, por lo que ha sido ganador de numerosos premios, entre ellos varios Premios Casandra y Premios Soberano.

## Biografía
Su primera grabación fue Me Liberé en el año 1998. Ganó el prestigioso Premio Casandra. En el 2014 lanzó la producción Me Gusta Todo de Ti colocando en los primeros lugares de los chart latinos sencillos como La Mejor de Todas, nominado a Mejor Videoclip de Bachata en los Premios Videoclip Awards, así como el tema Si Pudiera.

## Discografía
- Me Liberé (1998)
- El Triste (2000)
- Adiós (2001)
- Novia Mía (2002)
- El Amor Vencerá (2004)
- Quiéreme (2005)
- Dime Que Faltó (2007)
- Te Dejo Libre (2009)
- Tú Y Nadie Más  (2011)
- Mi Dulzura (2012)
- Quiero Ser Tu Amor (2014)
- El Amor (2017)
- Más Romántico Que Nunca (2019)
- Contigo (2021)